# أوف مونستيرس أند مين
أوف مونستيرس أند مين (بالإنجليزية: Of Monsters and Men) ومعناها للوحوش و للرجال وهي فرقة غناء روك من آيسلندا تغني باللغة الإنجليزية تشكلت في سنة 2010 وهي تتكون من 5 أشخاص ويقودها مغنيتها وعازفة القيثارة نانا برينديس هيلمارسدوتير وعازف القيثارة الآخر برينيار لايفسون والدرمر ألمار روزنكراز والباسيست كريستيان بول كريستيانسين من أشهر أغانيهم أغنية ليتل توك.

## روابط خارجية
- أوف مونستيرس أند مين على موقع IMDb (الإنجليزية)
- أوف مونستيرس أند مين على موقع ميوزك برينز (الإنجليزية)
- أوف مونستيرس أند مين على موقع رولينغ ستون (الإنجليزية)
- أوف مونستيرس أند مين على موقع أول ميوزيك (الإنجليزية)
- أوف مونستيرس أند مين على موقع ديسكوغز (الإنجليزية)